# Galatasaray Istanbul/Saison 1929/30
Die Saison 1929/30 von Galatasaray Istanbul war die 24. Saison in der Vereinsgeschichte und die 17. Saison in der İstanbul Futbol Ligi. Der Klub beendete die Saison auf dem 2. Platz.

## Personalien

### Kader
| Nat.       | Name             |
| Torhüter   | Torhüter         |
| ---------- | ---------------- |
| Turkei     | Rasim Atala      |
| Turkei     | Avni Kurgan      |
| Abwehr     |                  |
| Turkei     | Burhan Atak      |
| Turkei     | Vahyi Oktay      |
| Mittelfeld |                  |
| Turkei     | Şakir Baruer     |
| Turkei     | Suphi Batur      |
| Turkei     | Nihat Bekdik     |
| Turkei     | Muammer Çakınay  |
| Turkei     | Mithat Ertuğ     |
| Turkei     | Ziya İhsan İsban |
| Turkei     | Hüseyin Şakir    |
| Angriff    |                  |
| Turkei     | Vedat Abut       |
| Turkei     | Necdet Cici      |
| Turkei     | Rebii Erkal      |
| Turkei     | Kemal Faruki     |
| Turkei     | Sacit Haydar     |
| Turkei     | Ercüment Işıl    |
| Turkei     | Mehmet Leblebi   |
| Turkei     | Muslih Peykoğlu  |
| Turkei     | Celal Şefik      |
| Turkei     | Kemal Şefik      |
| Turkei     | Latif Yalınlı    |

## Saison
Alle Ergebnisse aus Sicht von Galatasaray Istanbul.
Die Tabelle listet alle İstanbul-Futbol-Ligi des Vereins der Saison 1929/30 auf. Siege sind grün, Unentschieden gelb und Niederlagen rot markiert.

### İstanbul Futbol Ligi
| ST | Datum             | Gegner              | Ort                      | Ergebnis  | Tor(e) für Galatasaray Istanbul                                                                   |
| -- | ----------------- | ------------------- | ------------------------ | --------- | ------------------------------------------------------------------------------------------------- |
| 01 | 8. November 1929  | Beykozspor          | Taksim-Stadion, Istanbul | 2:1 (1:0) | 1:0 Yalınlı (12.), 2:1 Erkal (72.)                                                                |
| 02 | 22. November 1929 | Vefa Istanbul       | Taksim-Stadion, Istanbul | 5:2 (2:1) | ?                                                                                                 |
| 03 | 29. November 1929 | Fenerbahçe Istanbul | Taksim-Stadion, Istanbul | 2:3 (2:2) | 1:0 Cici (20.), 2:1 Göktulga (38. Eigentor)                                                       |
| 04 | 20. Dezember 1929 | Istanbulspor        | Taksim-Stadion, Istanbul | 6:0 (4:0) | ?                                                                                                 |
| 05 | 24. Januar 1930   | Beşiktaş Istanbul   | Taksim-Stadion, Istanbul | 1:1 (0:0) | 1:0 Cici (80. Elfmeter)                                                                           |
| 06 | 28. Februar 1930  | Beykozspor          | Taksim-Stadion, Istanbul | 2:2 (2:0) | 1:0 Peykoğlu (?.), 2:0 Çakınay (?.)                                                               |
| 07 | 21. März 1930     | Vefa Istanbul       | Taksim-Stadion, Istanbul | 4:1 (1:1) | 1:0 Şefik (7.), 2:1 Leblebi (50.), 3:1 Bekdik (57.), 4:1 Leblebi (85.)                            |
| 08 | 28. März 1930     | Fenerbahçe Istanbul | Taksim-Stadion, Istanbul | 1:1 (0:0) | 1:1 Erkal (83.)                                                                                   |
| 09 | 2. Mai 1930       | Istanbulspor        | Taksim-Stadion, Istanbul | 6:0 (3:0) | 1:0 Şefik (13.), 2:0 Erkal (15.), 3:0 Erkal (32.), 4:0 Cici (57.), 5:0 Abut (65.), 6:0 Cici (79.) |
| 10 | 30. Mai 1930      | Beşiktaş Istanbul   | Taksim-Stadion, Istanbul | 1:0 (1:0) | 1:0 Cici (23.)                                                                                    |

### İstanbul Şildi
| R  | Datum         | Gegner              | Ort                      | Ergebnis  | Tor(e) für Galatasaray Istanbul |
| -- | ------------- | ------------------- | ------------------------ | --------- | ------------------------------- |
| HF | 14. März 1930 | Fenerbahçe Istanbul | Taksim-Stadion, Istanbul | 1:3 (0:3) | 1:3 Bekdik (87.)                |

### Freundschaftsspiele
Diese Tabelle führt die ausgetragenen Freundschaftsspiele auf.
| Datum        | Gegner            | Ort                      | Ergebnis | Tor(e) für Galatasaray Istanbul |
| ------------ | ----------------- | ------------------------ | -------- | ------------------------------- |
| 3. März 1928 | Beşiktaş Istanbul | Taksim-Stadion, Istanbul | 0:0      | keine                           |